# الخوذ البيضاء
الخوذ البيضاء هي منظمة دفاع مدنية تطوعية تعمل في المناطق تحت سيطرة المعارضة في سوريا، تأسست عام 2013، تتألف من ثلاثة آلاف متطوع سوري مدني، وتهدف إلى إغاثة المتضررين جراء الحرب الأهلية السورية. تعتبر المنظمة نفسها حيادية وغير منحازة، ولا تتعهد بالولاء لأي حزب أو جماعة سياسية.

## تاريخ
انبثقت فرق الدفاع المدني السوري من التنسيقيات المدنية التي ظهرت بعد تفجر الحرب الأهلية السورية عام 2011، وذلك بعد تخلي منظمات الإغاثة عن مهامها في إسعاف الجرحى، حيث أسس أواخر 2012 نحو 100 مركز في 8 محافظات سورية. ذكرت المنظمة في موقعها الرسمي على الإنترنت أنها تعمل في «المناطق التي تستطيع الوصول إليها» وهي بشكل فعلي مناطق سيطرة المعارضة لأنها ممنوعة من العمل في مناطق سيطرة النظام السوري.
يقدم الدفاع المدني السوري خدماته إلى المدنيين على السواء وعلى أساس تطوعي مع مراعاة ما يلي:
- لا تهدف الخدمات التي يقدمها الدفاع المدني إلى جني الأرباح أو اقتسامها أو تحقيق أية منفعة لأي من أعضائه أو لأي شخص محدد بذاته سواء بصورة مباشرة أم غير مباشرة.
- لا تهدف الخدمات التي يقدمها الدفاع المدني إلى تحقيق أي أهداف سياسية تدخل ضمن نطاق أعمال وأنشطة الأحزاب السياسية أو المجموعات العسكرية أو تحقيق أهداف طائفية.
شكلت فرق الدفاع المدني في حلب وريفها مطلع 2013، في ظل احتدام المعارك في أحياء المدينة، من طرف بعض الناشطين الذين تطوعوا لأداء عملهم معتمدين في تلك المرحلة على معدات يدوية، واقتصرت عملها وقتها على الإنقاذ والإطفاء والإسعاف.
وفرت إحدى المنظمات الإغاثية التي كانت تقدم الدعم للمجتمع المدني التدريب الفني والمعدات لمراكز الدفاع المدني السوري لرفع فعالية عملهم، فأجريب أول دورة تدريبية في تركيا في مارس 2013، حضرها فريق من 25 شخص من مدينة عندان شمالي حلب. بعد نجاح الدورة تم توسيع البرنامج ليشمل فرقاً أكثر من مناطق أكثر، وفّر التدريب للمتطوعين معرفة حيوية في البحث والإنقاذ بالإضافة إلى المعدات لإنقاذ حياة الناس، كما وأطلعهم على مهام الدفاع المدني في القانون الدولي الإنساني.
في أكتوبر 2014 عقد لقاء المنظمة السنوي العام الأول، إجتمع فيه المتطوعون من كافة أنحاء سوريا واتفقوا على تشكيل منظمة واحدة رسمياً وحّدت كافة الفرق تحت رسالة مشتركة وقيادة وطنية.
في عام 2020 بدأت منظمة الخوذ البيضاء محاربة جائحة كورونا في شمال غرب سوريا. وقال نائب مدير الشؤون الإنسانية في المنظمة منير مصطفى إن جائحة كورونا شكلت تحدياً كبيراً بالنسبة للمنظمة في عام 2020.

## أهداف
تأمل فرق الدفاع المدني السوري وقف القصف والقتال الذي يستهدف المدنيين من أجل السلام والاستقرار، وتتعهد بأنه وبمجرد أن ينتهي القتال، فستلتزم المنظمة بالشروع في مهمة إعادة بناء سوريا «كأمة مستقرة ومزدهرة ومحبة للسلام، التي يمكن فيها تحقيق تطلعات الشعب الاجتماعية والاقتصادية والسياسية».
تعمل وفقا للقانون الدولي الإنساني، كما هو معرّف في البروتوكول الأول من المادة 61 في اتفاقيات جنيف لعام 1949، وتتعهد بتوفير الخدمات المنصوص عليها في قائمة المادة الخامسة للغايات التالية: حماية السكان المدنيين من الأخطار الناجمة عن الأعمال العدائية أو الكوارث الأخرى، وتسريع عملية التعافي من الآثار المباشرة لهذه الأعمال، إضافة إلى توفير الظروف الضرورية لنجاة السكان المدنيين.
كما تسعى إلى تقديم مجموعة من الخدمات للشعب السوري، منها إنذار السكان المدنيين من الضربات والأخطار، والبحث والإنقاذ في المناطق الحضرية، وإخلاء السكان المدنيين من المناطق التي يقترب منها الصراع، وتوفير الخدمات الطبية، ومنها الإسعافات الأولية، لحظة الإصابة، والإطفاء، وإدارة ملاجئ الطوارئ، وتوفير سكن الطوارئ والمؤونة، والدفن الطارئ للموتى وغير ذلك من الخدمات.
كما أطلقت المنظمة صندوق بطل (صندوق الجرحى والشهداء)، وهو صندوق يهدف لرعاية المتطوعين المصابين وعائلات الضحايا، حيث قام عبد الملك السراج بإدارته سابقاً، وهو متطوع في الدفاع المدني السوري ورجل إطفاء سابق فقد ساقه نتيجة للقصف.

## الخوذ البيضاء من منظور آخر
الصحفي خالد اسكيف تجول في المدارس والمباني المهجورة الآن التي سيطرت عليها الفصائل المعارضة للحكومة السورية وتم التخلي عنها عندما تم السيطرة على شرق حلب من قبل القوات المسلحة السورية وحلفائها في ديسمبر 2016. وقد ربط الأعمال الورقية والوثائق التي وجدها لإكمال الصورة الأكبر على الخوذ البيضاء ودورها كدفاع مدني لجبهة النصرة في أحياء شرق حلب المحتلة سابقًا، حيث كانت حسب تحقيقه بشكل كامل منحازة للفصائل المعارضة التابعة لحلف الناتو.
خالد اسكيف كان قد خاض في 2 تشرين الأول/ أكتوبر 2018 ميدان درعا متخفياً.
وكشفت الميادين عن علاقة المنظمة بالمسلّحين، وأوضحت من درعا بالوثائق والصور نوايا المنظمة وماهيّة تعاونها مع “إسرائيل”.
ويعتقد الباحث والموثق لأعمال الخوذ البيضاء خالد سكيف أن هذا الدعم لا يبشر بالخير، وأن ما وراء هذا الدعم مسرحية جديد ستستغل على الساحة الدولية، ويقول: «من خلال البحث والتوثيق لنشاط منظمة الخوذ البيضاء، يتأكد بأن الدعم عندما يتم من خلال أي جهة ما وليس فقط الولايات المتحدة، لسبب وجود طبخة أو مسرحية جديدة على الساحة الدولية، وآخر دعم تلقته المنظمة كان من قبل فرنسا، قبل حشد الجيش السوري لقواته استعدادا لمعركة تحرير إدلب، حيث كان هناك تحضير لمسرحية كيماوية، لكن الجانب الروسي فضحه».
وعن الموقف الرسمي للسطات السورية يتحدث خالد: الإدانة السورية لتمويل الخوذ البيضاء كانت واضحة من قبل الخارجية باعتبارها مصنفة كإرهابية في سوريا، وكان لها دور في تزوير الحقائق، من ناحية اتهام الحكومة بجرائم المسلحين.
ويعلق الصحفي على دور هذه المنظمة في سوريا: منذ عمل الخوذ البيضاء وهي في خدمة السياسة الأميريكة في المنطقة، ووسائل الإعلام الغربية تستمر في استغلال هذه الأكاذيب في خدمة السياسة الأمريكية.

## دعم وتمويل
تلقى الدفاع المدني السوري الدعم من دعم عدد من المنظمات الإغاثية الدولية منذ تأسيسه. ومنذ العام 2014، دعمت ميدي للإنقاذ وكيمونيكس عمل الدفاع المدني السوري وهما شريكان منفذان لبرنامج التدريب والمعدات والمناصرة والإعلام وبناء القدرات المنظماتية، كما يتلقى الدفاع المدني السوري تمويله عبرهم من حكومات المملكة المتحدة وهولندا والدنمارك وألمانيا واليابان والولايات المتحدة الأمريكية، ويصرف هذا التمويل على التدريب والمعدات والدعم.
في عام 2021 حصلت المنظمة الخوذ البيضاء على مساعدة مقدارها 1.6 مليون دولار أميركي في الوقاية من كورونا مقدمة من منظمة غير ربحية تمولها حكومات المملكة المتحدة وكندا وهولندا والولايات المتحدة.

## صعوبات
تواجه فرق الدفاع المدني السوري مخاطر وصعوبات أثناء أداء مهامها، تصل أحيانا إلى حد مواجهة الموت، إضافة إلى الضغط النفسي ومسابقة الوقت للبحث تحت الركام عن المصابين ونقلهم للمشافي.
في 26 أبريل 2016 استهدفت طائرات روسية مركزا للدفاع المدني في مدينة الأتارب بريف حلب الغربي ما أوقع خمسة قتلى من عناصر القبعات البيضاء  في حين دمر المركز بالكامل، وقد أثارت هذه الحادثة تعاطف الكثيرين، وأعلن سوريون على وسائط التواصل الاجتماعي تضامنهم مع أصحاب القبعات البيض، ووضعوا الشعار الخاص بهم على صفحاتهم الشخصية، ولم تكن تلك الحادثة الأولى التي تستهدف فيها مراكز الدفاع المدني.
وكانت المنظمة ضمن المنظمات غير الحكومية التي علقت مطلع سبتمبر 2016 تعاونها مع الأمم المتحدة، احتجاجا على «التلاعب بالجهود الإنسانية» من قبل النظام السوري.

## جوائز
نال الدفاع المدني السوري في سبتمبر 2016 جائزة رايت ليفيلهوود، المعروفة باسم جائزة نوبل البديلة، وذلك تقديرا لجهود أفراده في إنقاذ الأبرياء، ومنحت الجائزة من طرف مؤسسة رايت ليفليهوود السويدية والتي تمنح جوائز سنوية للعاملين في مجالات حقوق الإنسان والصحة والتعليم والسلام.
وكان ناشطون سوريون ومنظمات حقوقية وإغاثية سورية ودولية رشحوا القبعات البيضاء لنيل جائزة نوبل للسلام لعام 2016، وأطلق ناشطون حملة تضامن مع عناصر الدفاع المدني السوري تدعو إلى دعم ترشيحهم، نظراً لجهودهم في مجال حقوق الإنسان.